# Västerviks kommunhus

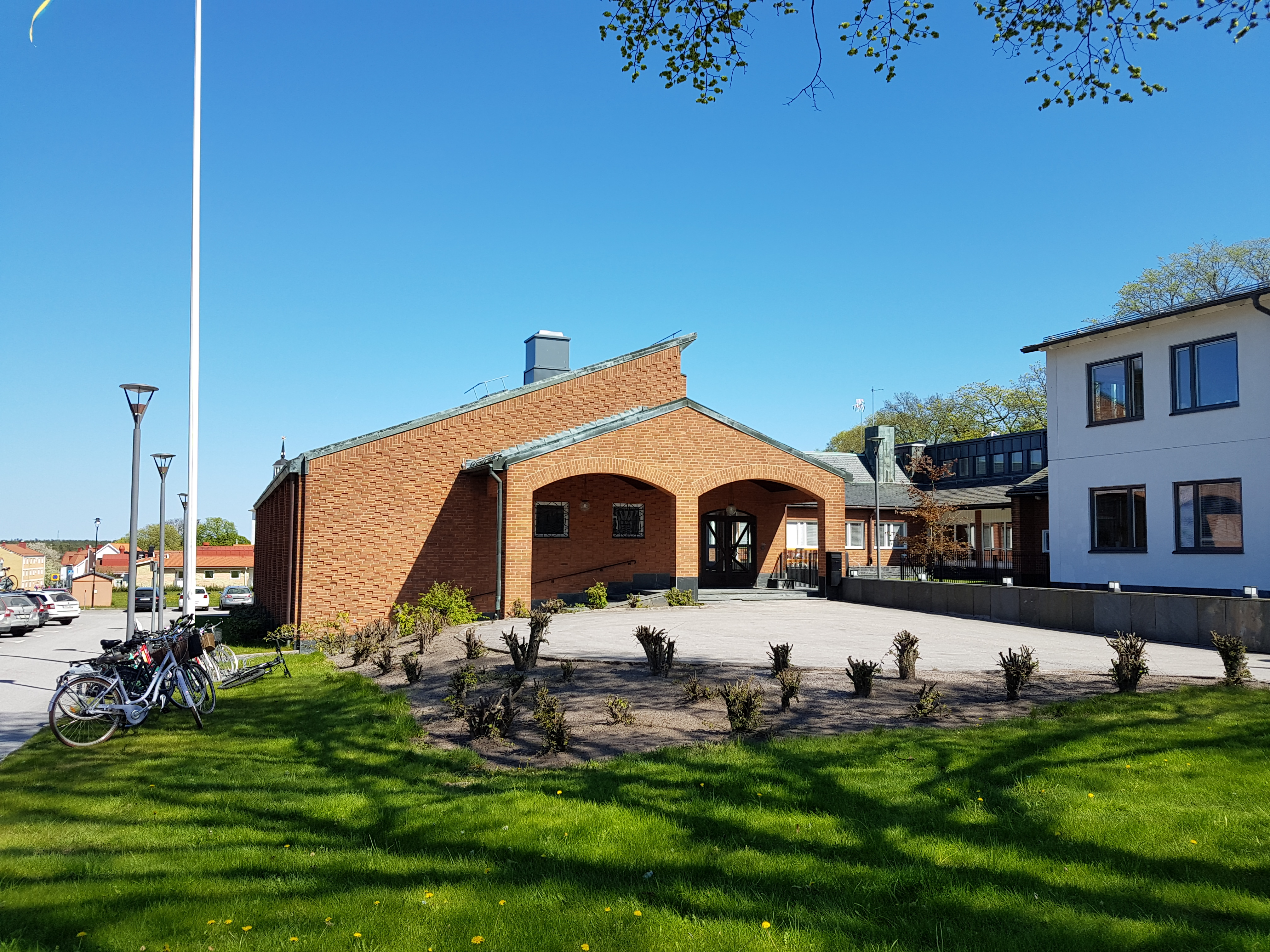
Västerviks kommunhus

Västerviks kommunhus är ett byggnadskomplex i Stadsparken i Västervik, med besöksadress Fabriksgatan 21. Byggnaden är säte för Västerviks kommuns centrala administration.

## Historik
Huvuddelen av byggnaden uppfördes 1959 - 60 av Skånska Cementgjuteriet  som tingshus för dåvarande Tjusts domsagas häradsrätt efter ritningar av arkitekten Hans Brunnberg. När tingshuset togs i bruk lades Västerviks stad även in under domsagan och dess egen jurisdiktion upphörde. Efter tingsrättsreformen i Sverige 1971 blev byggnaden säte för Västerviks tingsrätt. Denna uppgick i Kalmar tingsrätt den 17 januari 2005. 
Byggnaden övertogs av kommunen och olika användningar diskuterades. Beslutet blev att låta bygga om och till huset för att bli nytt kommunhus. Dessa arbeten utfördes 2009-2010 och den 30 maj 2011 kunde byggnaden återinvigas för sitt nya ändamål.